# Моюта (вулкан)
Мою́та (ісп. Moyuta) — стратовулкан у південній частині Гватемали. Він стоїть поруч із містечком Моюта в департаменті Хутьяпа. Згідно з даними Світової програми вулканізму, його висота становить 1662 м, а його вершину утворюють три андезитні лавові куполи. Схили вулканічного комплексу мають численні шлакові конуси. Невеличкі фумароли можна побачити на північному та південному схилах, а гарячі мінеральні джерела виявлено біля північно-східного підніжжя вулкана, зокрема уздовж річок на південно-східному боці. Вулкан покривають ліси та кавові плантації.